# Namsos flygplats, Høknesøra
Namsos flygplats, Høknesøra (norska: Namsos lufthavn, Høknesøra) är en regional flygplats 4 km öster om Namsos i Trøndelag fylke i Norge. 

## Faciliteter
Det finns inga butiker eller restauranger på flygplatsen. Gratis korttidsparkering och avgiftsbelagd långtidsparkering finns utanför terminalen. Det finns inga flygbussar däremot taxiservice och biluthyrning. 